# Lluís Bosch Albert
Lluís Bosch Albert (Barcelona, 1964) es un escritor y profesor español.

## Biografía
Se inició en la creación literaria con cuentos y guiones de cómic para la revista Cavall Fort, y posteriormente publicó las novelas juveniles Los demonios de Barcelona (1990) y El rey del Guinardó (1991). También ha publicado teatro, El amor por la tarde (1997) y la novela Les petges invisibles (2007), que recibió el premio de Narrativa Ciutat de Lleida.
El 2013 entra en la novela negra con Aire brut, donde fusiona los géneros negro y de misterio. En 2015 recibe el premio de Novela Negra Vila de Tiana-Memorial Agustí Vehí por Besòs Mar.
Desde febrero de 2016 colabora en la revista literaria en línea La Charca literaria, con narraciones literarias escritas en lengua castellana.
Desde noviembre de 2018 colabora en el periódico El Triangle escribiendo artículos de opinión tanto en llengua catalana como castellana.

## Obras publicadas
Relatos juveniles
- Els dimonis de Barcelona, (Barcelona: Edelvives - Baula, 1990)
- El rei del Guinardó, (Barcelona: Edelvives - Baula, 1991)

Relatos
- Hivern a la Terra, (Barcelona: Seebook, 2015)

Teatro
- L'amor a la tarda, (Barcelona: Ed. 62, 1997). Premio Recull-Josep Ametller de teatre

Novela
- Les petges invisibles, (Lleida: Pagès, 2006). Premio de Narrativa Ciutat de Lleida.
- Aire brut, (Barcelona, Alrevés, crims.cat, 2013)[6][7][8][9]
- Besòs Mar (Barcelona, Alrevés, 2015)[10][11][12][13][14]

## Premios literarios
- Festes Pompeu Fabra de Cantonigròs-Cavall Fort de contes, 1989: Els herois dels nostres dies[15]
- Cavall Fort de contes, 1995: El darrer viatge del llop[15]
- Recull-Josep Ametller de teatre, 1995: L'amor a la tarda[15]
- Premios Lleida - narrativa, 2006: Les petges invisibles[16]
- Premio Memorial Agustí Vehí, Vila de Tiana, 2a edició, 2015: Besòs Mar [17][18][19]